# Insulinoma
Un insulinoma és una neoplàsia neuroendocrina del pàncrees que es deriva de les cèl·lules beta i secreta insulina.
Les cèl·lules beta secreten insulina en resposta a augments en la glucosa a la sang. L'augment resultant de la insulina actua fent baixar la glucosa de la sang per retornar als nivells normals en què s'atura llavors la secreció d'insulina. Però en els insulinomes la secreció de la insulina no regula adequadament la glucosa, la neoplàsia continuarà secretant insulina causant que els nivells de glucosa caiguin més del normal.
Com a resultat dels pacients presenten símptomes de glucosa baixa en la sang (hipoglucèmia), que millora menjant. El diagnòstic d'un insulinoma es fa generalment bioquímicament amb la troballa d'un baix nivell de glucosa a la sang, nivells elevats d'insulina, proinsulina i de pèptid C. Es confirma per la localització del tumor amb imatges mèdiques o angiografia. El tractament definitiu és la cirurgia.